# Miguel Barzola
Miguel Barzola, född 14 maj 1982, är en argentinsk friidrottare. Han deltog vid olympiska sommarspelen 2012.